# Serguei Popov
Serguei Popov   (Khoronkhoy, 21 de setembre de 1930 - Sant Petersburg, 25 de juny de 1995) fou un maratonià rus que va competir sota bandera de la Unió Soviètica durant les dècades de 1950 i 1960.
El 1960 va prendre part en els Jocs Olímpics d'Estiu de Roma, on fou cinquè en la marató del programa d'atletisme.
En el seu palmarès destaca una medalla d'or en la marató del Campionat d'Europa d'atletisme de 1958, per davant Ivan Filin i Frederick Norris. En aquesta final va establir un nou rècord mundial, amb un temps de 2h 15' 17", un temps que es va mantenir com a rècord del món durant més de dos anys i com a rècord nacional soviètic fins al 1970. Va guanyar tres vegades el campionat de marató de l'URSS, entre 1957 i 1959.

## Millors marques
- Marató. 2h 15' 17" (1958)[6]